# Константиновська сільська рада (Шарлицький район)
Константи́новська сільська рада (рос. Константиновский сельский совет) — сільське поселення у складі Шарлицького району Оренбурзької області Росії.
Адміністративний центр — село Константиновка.

## Населення
Населення — 460 осіб (2019; 537 в 2010, 850 у 2002).

## Склад
До складу сільської ради входять:
| Населений пункт      | Населення, осіб (2002) | Населення, осіб (2010) |
| -------------------- | ---------------------- | ---------------------- |
| Константиновка, село | 498                    | 290                    |
| Кузьминовка, село    | 9                      | 4                      |
| Прохоровка, село     | 14                     | 4                      |
| Ялчкаєво, село       | 329                    | 239                    |